# Copa Europeia/Sul-Americana de 1994
A Copa Europeia/Sul-Americana de 1994, também conhecida como Copa Toyota e Copa Intercontinental, foi a 33.ª edição da competição, disputada em jogo único no Estádio Olímpico de Tóquio, entre o AC Milan, da Itália, campeão da Liga dos Campeões da UEFA de 1993–94 e o Vélez Sarsfield, da Argentina, campeão da Taça Libertadores da América. O jogo ocorreu em 1 de dezembro de 1994.
Em 27 de outubro de 2017, após uma reunião realizada na Índia, o Conselho da FIFA reconheceu os vencedores da Copa Intercontinental como campeões mundiais.

## História
Depois de conquistar a Libertadores de 1994 sobre o São Paulo, o Vélez encarou o sempre temível Milan, de Baresi, Costacurta, Maldini, Desailly, Savicevic, Massaro e companhia campeões da Liga dos Campeões de 1993–94 sobre o Barcelona. Novamente na condição de “azarão”, o Vélez, para muitos, era presa fácil para os italianos. Mas não foi isso que aconteceu. Chilavert e companhia foram impecáveis, deram uma aula de aplicação tática e emocional, usaram bem a velocidade nos contragolpes e venceram por 2 a 0, gols de Trotta e Asad. O imponderável havia acontecido: o Vélez Sarsfield, pequenino na Argentina, era campeão mundial. A conquista causou uma festa enorme no país, que compensou o ano triste para os “hermanos”, que foram eliminados nas oitavas de final da Copa do Mundo dos Estados Unidos e viram Maradona ser suspenso por doping. Em 1994, ninguém podia com o Vélez. O rei do mundo!

## Clubes participantes
| Confederação | Equipe          | Classificação                                   | Participação |
| ------------ | --------------- | ----------------------------------------------- | ------------ |
| CONMEBOL     | Vélez Sarsfield | Campeão da Copa Libertadores da América de 1994 | 1ª           |
| UEFA         | Milan           | Campeão da Liga dos Campeões da UEFA de 1993–94 | 6ª           |

## Chaveamento
|  | A Classificação[NOTA] | A Classificação[NOTA] | A Classificação[NOTA] | A Classificação[NOTA] |   |       | Copa Intercontinental | Copa Intercontinental | Copa Intercontinental | Copa Intercontinental |
|  |                       |                       |                       |                       |   |       |                       |                       |                       |                       |
|  | Milan                 | 4                     | –                     | –                     |   |       |                       |                       |                       |                       |
|  | Barcelona             | 0                     | –                     | –                     |   |       |                       |                       |                       |                       |
|  | Barcelona             | 0                     | –                     | –                     |   | Milan | 0                     | –                     | –                     |                       |
|  |                       |                       |                       |                       |   | Milan | 0                     | –                     | –                     |                       |
|  |                       | Vélez Sarsfield       | 2                     | –                     | – |       |                       |                       |                       |                       |
|  | Vélez Sarsfield (pen) | Vélez Sarsfield       | 2                     | –                     | – | 1     | 0                     | (5)                   |                       |                       |
|  | Vélez Sarsfield (pen) |                       |                       |                       |   | 1     | 0                     | (5)                   |                       |                       |
|  | São Paulo             | 0                     | 1                     | (3)                   |   |       |                       |                       |                       |                       |

Notas
- NOTA^  Essas partidas não foram realizadas pela Copa Intercontinental. Ambas as partidas foram realizadas pelas finais da Liga dos Campeões da Europa e Copa Libertadores da América daquele ano.

## Final
| 1 de dezembro de 1994 | Milan | 0 – 2 | Vélez Sarsfield           | Estádio Nacional, Tóquio, Japão             |
|                       |       |       | Trotta 50 pen' · Asad 57' | Público: 47,886 Árbitro: José Torres Cadena |

| Milan | Vélez Sarsfield |

| Sheffield United: |    |                       |     |     |
|                   |    |                       |     |     |
| GK                | 1  | Sebastiano Rossi      |     |     |
| LD                | 2  | Mauro Tassotti        |     |     |
| Z                 | 6  | Franco Baresi         |     |     |
| Z                 | 4  | Alessandro Costacurta | 85' |     |
| LE                | 3  | Paolo Maldini         |     |     |
| MD                | 11 | Zvonimir Boban        |     | 55' |
| MC                | 5  | Demetrio Albertini    | 44' |     |
| MC                | 8  | Marcel Desailly       |     |     |
| ME                | 7  | Roberto Donadoni      |     |     |
| AT                | 10 | Dejan Savićević       | 27' | 86' |
| AT                | 9  | Daniele Massaro       |     |     |
| Reservas:         |    |                       |     |     |
| GK                | 12 | Mario Ielpo           |     |     |
| Z                 | 13 | Filippo Galli         |     |     |
| Z                 | 14 | Christian Panucci     |     | 86' |
| AT                | 15 | Paolo Di Canio        |     |     |
| AT                | 16 | Marco Simone          | 84' | 55' |
| Técnico:          |    |                       |     |     |
| Fabio Capello     |    |                       |     |     |

| West Bromwich Albion: |    |                     |     |
|                       |    |                     |     |
| GK                    | 1  | José Luis Chilavert |     |
| LD                    | 4  | Héctor Almandoz     | 2'  |
| Z                     | 2  | Roberto Trotta (c)  | 70' |
| Z                     | 6  | Víctor Sotomayor    |     |
| LE                    | 3  | Raúl Cardozo        |     |
| MD                    | 8  | José Basualdo       |     |
| V                     | 5  | Marcelo Gómez       | 17' |
| MC                    | 10 | Roberto Pompei      |     |
| ME                    | 7  | Christian Bassedas  |     |
| AT                    | 9  | Omar Asad           | 79' |
| AT                    | 11 | Turu Flores         |     |
| Reservas:             |    |                     |     |
| GK                    | 12 | Sandro Guzmán       |     |
| LD                    | 13 | Flavio Zandoná      |     |
| Z                     | 14 | Mauricio Pellegrino |     |
| MF                    | 15 | Marcelo Herrera     |     |
| FW                    | 16 | José Luis Sánchez   |     |
| Técnico:              |    |                     |     |
| Carlos Bianchi        |    |                     |     |

## Campeão
| Copa Européia/Sul-Americana de 1994 |
| ----------------------------------- |
| Vélez Sársfield 1º Título           |